# Apátfalva
Apátfalva (în română Patfal)  este un sat în districtul Makó, județul Csongrád, Ungaria, având o populație de 3.103 locuitori (2011). 

## Demografie
Componența etnică a satului Apátfalva
     Maghiari (88,54%)
     Romi (8,39%)
     Români (2,21%)
     Necunoscut (0,43%)
     Alții (0,43%)
Componența confesională a satului Apátfalva
     Romano-catolici (66,26%)
     Fără religie (7,96%)
     Reformați (3,74%)
     Greco-catolici (1,1%)
     Necunoscută (20,05%)
     Alte religii (2,38%)
Conform recensământului din 2011, satul Apátfalva avea 3.103 locuitori. Din punct de vedere etnic, majoritatea locuitorilor (88,54%) erau maghiari, existând și minorități de romi (8,39%) și români (2,21%). Apartenența etnică nu este cunoscută în cazul a 0,43% din locuitori.  Din punct de vedere confesional, majoritatea locuitorilor (66,26%) erau romano-catolici, existând și minorități de persoane fără religie (7,96%), reformați (3,74%) și greco-catolici (1,1%). Pentru 20,05% din locuitori nu este cunoscută apartenența confesională.